# Tesla (jednostka)
Tesla (T) – jednostka indukcji magnetycznej w układzie SI (jednostka pochodna układu SI). 1 tesla może być interpretowana jako taka wartość indukcji magnetycznej, która na ładunek 1 C, poruszający się z prędkością 1 m/s prostopadle do linii pola magnetycznego, działa z siłą Lorentza o wartości równej 1 N.
Nazwa jednostki pochodzi od nazwiska Nikoli Tesli.

## Wymiar tesli
{\displaystyle \mathrm {1\,T=1\,{\frac {V\cdot s}{m^{2}}}=1\,{\frac {N}{A\cdot m}}=1\,{\frac {Wb}{m^{2}}}=1\,{\frac {kg}{C\cdot s}}=1\,{\frac {kg}{A\cdot s^{2}}}=1\,{\frac {N\cdot s}{C\cdot m}}} }
{\displaystyle \mathrm {1\ T=10^{4}\ Gs} }
gdzie: Gs (gaus) oznacza jednostkę indukcji magnetycznej w układzie CGS.
A = amper
C = kulomb
kg = kilogram
m = metr
N = niuton
s = sekunda
T = tesla
V = wolt
Wb = weber